# Ravindra Prabhat
Ravindra Prabhat, hindi: रवीन्द्र प्रभात (ur. 5 kwietnia 1969 w Mahindwara, Bihar) – indyjski pisarz, poeta i autor opowiadań, specjalizujący się w tematach związanych z Subkontynentem Indyjskim. Pisze do głównego dziennika jako historyk. Otrzymał również wiele nagród.

## Lista wydanych dzieł
Lista napisanych przez Ravindra Prabhat powieści zamieszana jest także na jego oficjalnej stronie.

### Poezja
- Ham Safar (1991)[5]
- Mat Rona Ramjani Chacha (1999)[6]
- Smriti Shesh (2002)[7]

### Powieści
- Taki Bacha Rahe Loktantra (2011)[8]
- Prem Na Hat Bikay (2012)[9]
- Dharati Pakad Nirdaliya (2013)[10]

### Eseje
- Contemporary Nepali literature (Pisma krytyczne, eseje i wywiady, 1995)[11]
- History of Hindi Blogging (Pisma krytyczne, 2011)[12]
- Hindi Blogging: Expression of new revolution(eseje i pisma krytyczne, 2011)[13]

## Nagrody i wyróżnienia
- Samvad Award (2009)
- Blogshri Award (2011)
- Blog Bhushan Award (2011)
- Nagarjuna Birth centenary Story Award (2011)
- Prables Blogger peak award (2011)
- Srijan Shri Award (w IV Międzynarodowej Konferencji Hindi Bangkoku w Tajlandii)
- Sahitya Shri Award (2012)